# Henry Kissinger
Henry Kissinger, nato Heinz Alfred Kissinger (/ˈkɪsɪnʤər/; Fürth, 27 maggio 1923 – Kent, 29 novembre 2023), è stato un politico e diplomatico statunitense di origini ebraico-tedesche.
Membro del Partito Repubblicano, fu Consigliere per la sicurezza nazionale e Segretario di Stato degli Stati Uniti durante le presidenze di Richard Nixon e di Gerald Ford tra il 1969 e il 1977. Nel 1973 fu insignito del premio Nobel per la pace.
All'inizio degli anni settanta si rese protagonista di una innovativa politica estera, raggiungendo alcuni importanti successi per gli Stati Uniti, che gli valsero un grande prestigio internazionale e una crescente influenza all'interno dell'amministrazione Nixon.
I suoi metodi spregiudicati di azione politica, che non escludevano pesanti interferenze anche militari su governi e politici stranieri per salvaguardare a tutti i costi il potere statunitense e impedire la sopravvivenza di realtà politiche ritenute ostili, sono stati aspramente criticati.

## Biografia
(Affermazione di Henry Kissinger durante un'intervista rilasciata a Oriana Fallaci nel 1972.)
Heinz Kissinger nacque a Fürth, in Baviera, in una famiglia ebraica tedesca originaria di Bad Kissingen; suo padre, Louis Kissinger (1887-1982), era un insegnante mentre sua madre, Paula Stern (1901-1998), una casalinga. Oltre a Heinz i Kissinger avevano anche un altro figlio, Walter (1924-2021). La loro era una tipica famiglia ebraica borghese. Lasciarono la Germania nel 1938 in seguito alle persecuzioni antisemite dei nazisti. In un primo momento trovarono rifugio a Londra; di lì, con l'aiuto di alcuni parenti, si trasferirono a New York, a Washington Heights (Upper Manhattan).
Lì Heinz cambiò il suo nome in Henry. S'iscrisse alla High School George Washington e subito si dimostrò uno degli studenti più brillanti. Per proseguire gli studi serali d'inglese, durante il giorno lavorava come operaio. Successivamente s'iscrisse ai corsi serali del City College e cominciò a studiare ragioneria. Dapprima lavorò in una fabbrica di spazzole, poi in un'altra per pennelli da barba e infine trovò impiego in un ufficio postale.

### Durante la seconda guerra mondiale
Insieme al fratello Walter, nel 1943 si arruolò nell'esercito degli Stati Uniti. Kissinger decise di ottenere la cittadinanza statunitense il 19 giugno 1943 dopo il suo arruolamento; venne ingaggiato come traduttore per il tedesco da un organismo di controspionaggio, con il quale operò fino al 18 aprile 1946 nella Germania occupata. Arruolato come soldato semplice, fu affidato come interprete e aiutante del generale comandante della 84ª Divisione che, nell'aprile del 1945, fu inviata a Krefeld in Germania.
Conquistatasi la fiducia del comandante, gli venne affidato – sia perché parlava il tedesco, sia per le capacità dimostrate sul campo – l'incarico di riorganizzare l'amministrazione di Krefeld, allo sbando dopo la fine della guerra. Nel giro di poco tempo Kissinger da soldato semplice  riuscì a ristabilire la situazione economica della città. Venne pertanto promosso sergente e subito dopo fu distaccato alla scuola dei servizi segreti del comando europeo, dove collaborava con gli ufficiali per dare la caccia ai nazisti fuggiti.
Terminata la guerra, l'esercito gli offrì di rimanere nella scuola come insegnante civile con un lauto stipendio, ma Kissinger rifiutò, poiché voleva portare a termine gli studi interrotti. Nel 1947 fu ammesso a Harvard.

### Carriera accademica
Nel 1950 ottenne cum laude il baccellierato; nel 1952 il Master of Art e nel 1954 il Dottorato di ricerca, tutti presso l'università di Harvard, con una tesi su Peace, Legitimacy and the Equilibrium. A study of the Statesmanship of Castlereagh and Metternich (lett. "Pace, Legittimità ed Equilibrio. Uno Studio sulla Leadership di Castlereagh e Metternich"). Kissinger incominciò a lavorare a Harvard, anche se non come membro ufficiale del corpo docenti. Gli venne offerta una cattedra all'Università di Chicago, ma la rifiutò perché la considerava troppo lontana dalla scena politica di Washington. Preferì restare a Harvard, anche se con impieghi temporanei.
Nel 1959 fu nominato professore associato e professore di ruolo nel 1962, nel Department of Government e nel Center for International Affairs (lett. "Centro per gli Affari Internazionali"), dirigendo dal 1951 al 1971 il programma di seminari internazionali di Harvard e contemporaneamente dal 1958 al 1971 il programma di studi sulla difesa di Harvard. Inoltre svolse consulenze per diversi organismi del governo federale (National Security Council, Council on Foreign Relations, RAND Corporation, Arms Control and Disarmament Agency, Department of State).
L'uomo che lanciò Kissinger nella politica fu Nelson Rockefeller, miliardario, persona di potere e di grande prestigio, repubblicano e collaboratore del presidente Eisenhower. L'incontro fra i due avvenne nel 1955, nel corso di un seminario che Rockefeller aveva organizzato a New York con istituti di cultura e organismi governativi per esaminare vari problemi di politica internazionale. Rockefeller offrì a Kissinger di lavorare alla sua fondazione con il titolo di direttore degli studi speciali.
Grazie a Rockefeller cominciò anche una proficua collaborazione con la presidenza Eisenhower come consulente per gli affari esteri. L'operato di Kissinger fu valutato positivamente e mantenne perciò il suo ruolo anche con le successive amministrazioni Kennedy, Johnson, Nixon e Ford.
Intanto non subì interruzioni la sua attività di studioso della strategia politica internazionale; nel 1958 pubblicò il suo primo libro, Nuclear Weapons and Foreign Policy (lett. "Armi Nucleari e Politica Estera"), che riscosse fin da subito un grande successo. Il libro divenne un best seller e richiamò su di lui l'attenzione di politici, giornalisti e di tutti coloro che si occupavano, in qualche modo, dei problemi strategici del potere americano. Kissinger propose una nuova teoria della pace e della guerra e un nuovo modo d'impostare i rapporti di potere in relazione alla rivoluzione avvenuta negli armamenti nucleari. Kissinger, nel frattempo, rimase affascinato dai discorsi della "Nuova Frontiera" di Kennedy. Arthur Schlesinger Jr., uno dei consiglieri più stretti del neo presidente, gli offrì una collaborazione. L'esperienza con Kennedy tuttavia non andò come sperato poiché Kissinger non riuscì mai a farsi accettare dal gruppo di potere, nonostante le sue teorie strategiche avessero spinto la presidenza a triplicare i fondi per le armi nucleari.

### Carriera politica
Dopo l'assassinio di Kennedy, Kissinger collaborò con il suo successore Johnson, che gli affidò incarichi speciali, come diversi viaggi in Vietnam per verificare l'attendibilità dei rapporti della CIA. Fu nel corso di queste missioni che Kissinger si rese conto degli errori che si stavano commettendo in Vietnam. Le relazioni dettagliate di Kissinger, tuttavia, non tolsero Johnson dai guai. In quegli stessi anni lavorò a un'altra importante opera di carattere storico-politico: A World Restored: Castlereagh, Metternich and the Problems of Peace, 1812-1822 (lett. "Restaurazione di un mondo: Castlereagh, Metternich e i problemi della pace: 1812-1822"). Si tratta di uno studio sui tentativi compiuti dai due famosi statisti europei per riportare la pace in Europa dopo le guerre napoleoniche.
Nel 1968 Rockefeller, intanto divenuto governatore di New York, era l'unico avversario di Nixon alla convenzione repubblicana di Miami e assunse Kissinger come suo consigliere di politica internazionale. L'8 agosto di quell'anno Rockefeller subì una cocente sconfitta. Nixon fu designato al primo ballottaggio candidato del partito repubblicano alla presidenza degli Stati Uniti. Fu una delle campagne elettorali più drammatiche nella storia degli Stati Uniti. Ad aprile, a Memphis, era stato assassinato Martin Luther King, a giugno la stessa sorte capitò a Robert Kennedy, probabile candidato democratico alla presidenza degli Stati Uniti.

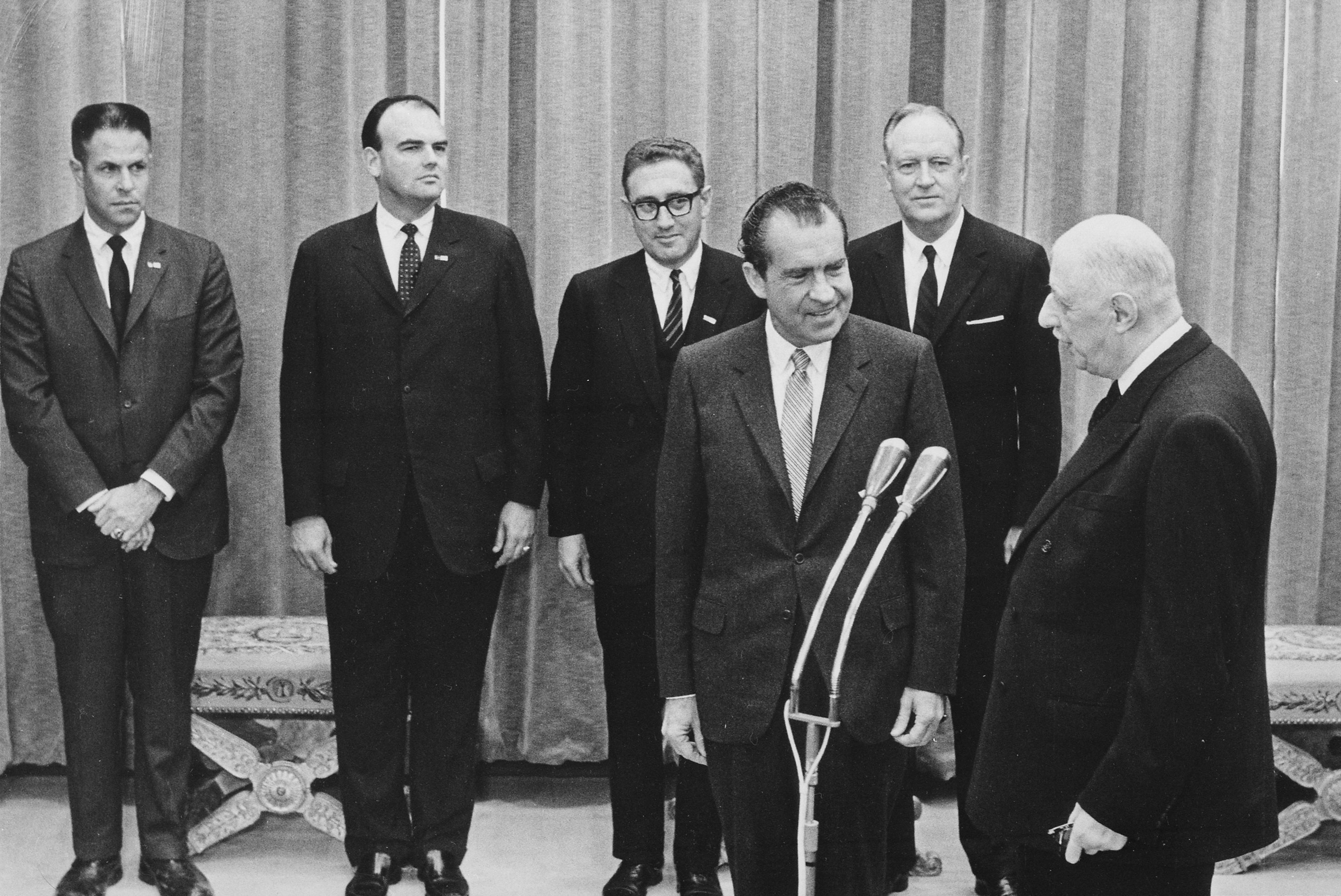
Richard Nixon con Charles de Gaulle (Kissinger è in secondo piano, terzo da sinistra)

Nixon vinse le elezioni promettendo ai suoi elettori la conclusione della guerra in Vietnam e la restaurazione della legge e dell'ordine in un paese dominato dalle proteste contro la guerra e dai disordini razziali e, appena eletto, non perse tempo a definire il suo staff. Fu allora che Nixon mandò a chiamare Kissinger e, dopo un incontro al 39º piano dell'Hotel Pierre di New York, gli offrì la carica di Assistente del Presidente per la Sicurezza nazionale.

#### Nell'amministrazione Nixon
Kissinger e Nixon erano legati da sostanziali affinità: avevano una naturale predisposizione per la diplomazia segreta, una concezione politica ispirata ad un esasperato pragmatismo, una notevole dose di cinismo, un profondo amore per il potere, una stima reciproca, anche se non priva di una certa diffidenza. È interessante ricordare quel che Kissinger confessò in una celebre intervista concessa a Oriana Fallaci: «Sono stato contro di lui in ben tre elezioni». Kissinger, in meno di un mese, divenne il più importante consigliere del presidente, il suo consulente, compagno, apologista, amico e portavoce. 

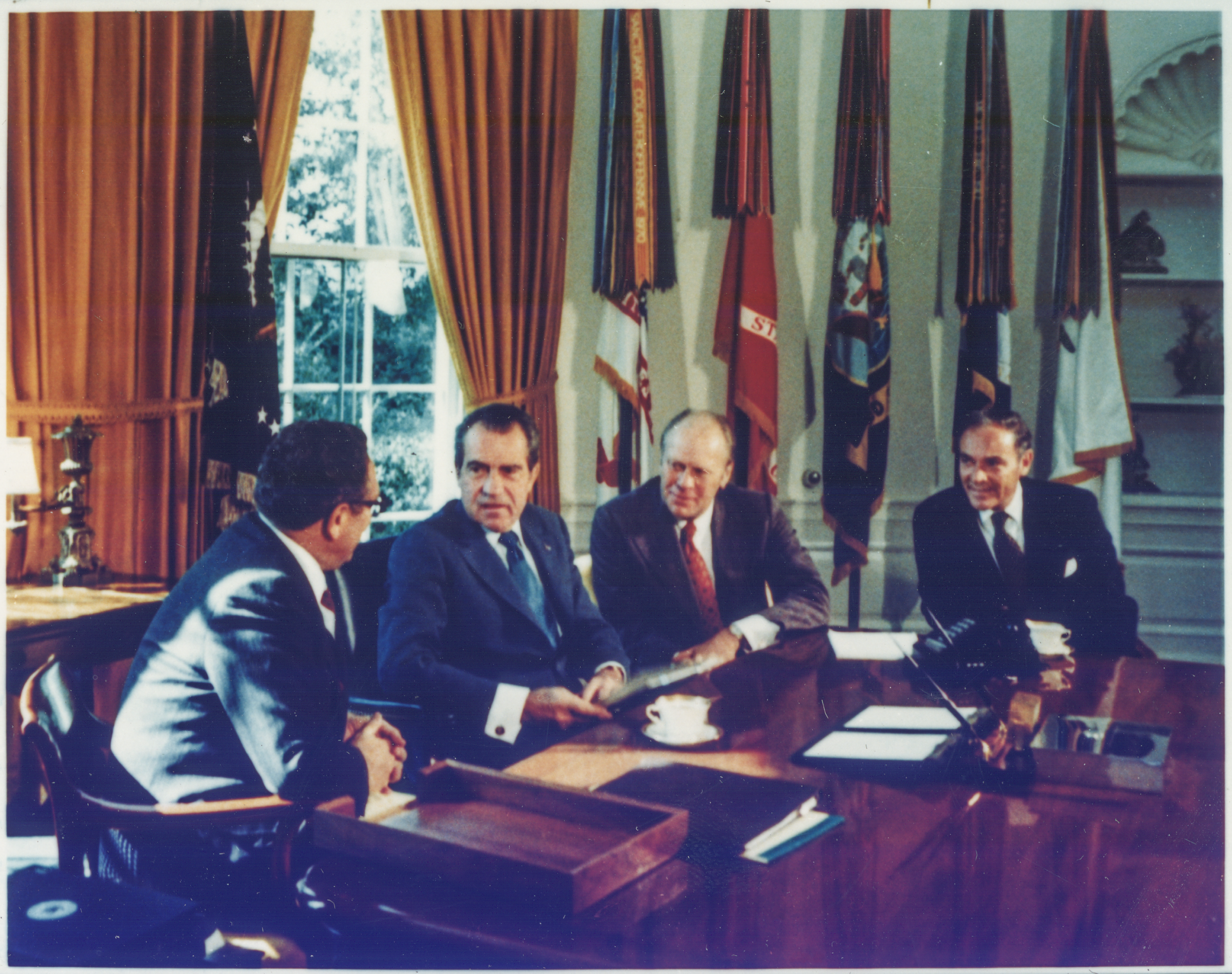
Kissinger discute con il presidente Richard Nixon, Gerald Ford e Alexander Haig nel 1973

In un mondo in cui il bipolarismo militare non garantiva più quello politico, venne abbandonata in maniera definitiva la dottrina del "contenimento" e della "guerra totale", tipica del periodo della guerra fredda.
Nasceva la teoria della "guerra limitata", del linkage, del "negoziato permanente" per mantenere un equilibrio mondiale. «Non può esserci pace senza equilibrio di forze», disse Kissinger, che avrà un ruolo dominante nella politica estera degli Stati Uniti tra il 1969 e il 1977. Ora che la superiorità militare americana si stava ridimensionando e che altri centri di potere stavano sorgendo nel mondo, era necessaria una diplomazia agile e dinamica, che costringesse a una convivenza internazionale, resa indispensabile per evitare il rischio di una guerra atomica.
Questo non significava abbandonare l'ipotesi di guerre locali e di una forte e minacciosa strategia militare che continuasse a garantire, tra l'altro, lo sviluppo della potenza industriale e bellica americana.

#### Vietnamizzazione

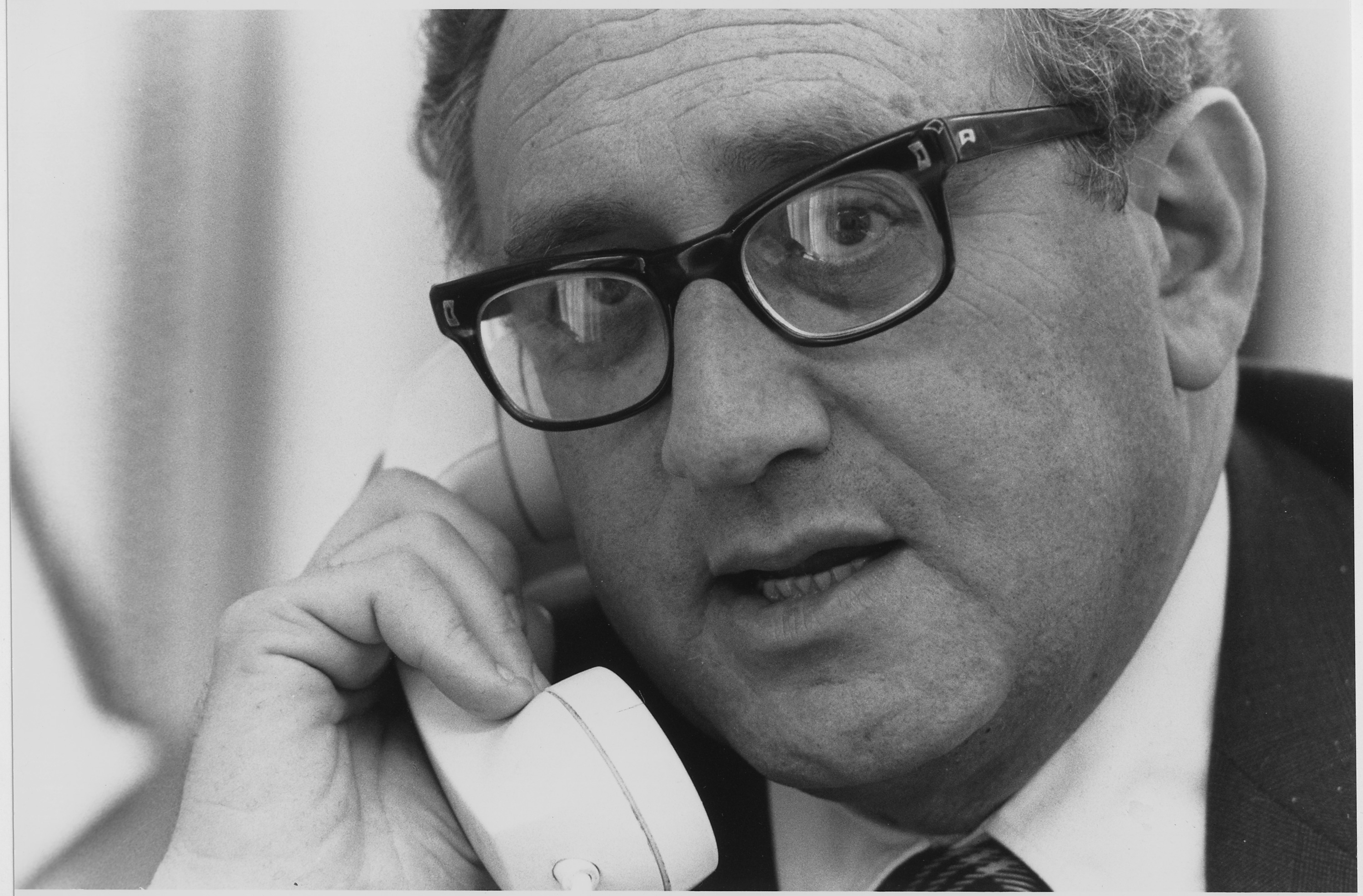
Kissinger tenuto al corrente degli eventi in Vietnam, 29 aprile 1975

Il banco di prova di questa nuova dottrina fu la guerra nel Vietnam, dove il presidente Nixon si giocava il suo futuro politico.
"Vietnamizzazione" divenne la parola d'ordine del presidente statunitense: arrivare, cioè, a un progressivo disimpegno in una guerra insostenibile da un punto di vista economico, oltre che politico. L'obiettivo da raggiungere era quello di avviare una pace negoziata che permettesse agli USA di uscire onorevolmente dalla guerra. La politica di Henry Kissinger a questo proposito fu quella d'inserire la pace in Vietnam in un più ampio disegno strategico che vedeva coinvolte la politica delle altre grandi potenze mondiali, Unione Sovietica e Cina, in primo luogo.

#### Politica della distensione
I primi frutti di questa strategia erano stati i colloqui di Helsinki per la limitazione delle armi nucleari fra USA e URSS. Kissinger cominciò un'attività da diplomatico sempre più frenetica: da Parigi a Pechino, da Mosca a Washington, dal Medio Oriente a Hollywood.
In quegli incontri si erano poste le basi degli accordi SALT, il primo trattato di non proliferazione nucleare che, nel marzo 1970, sarà sottoscritto da 100 paesi con la sola esclusione di Francia, India, Cina, Brasile. Il lavoro di definizione del SALT 1, prima, e del SALT 2, poi, sarà motivo di una lunga trattativa diplomatica tra Stati Uniti e URSS. Pioniere della politica della distensione (o détente), Kissinger sarà osteggiato sia dalla sinistra pacifista, sia dalla destra anticomunista. Diventato Segretario di Stato, si adoperò per l'allentamento della tensione con l'Unione Sovietica e negoziò il trattato SALT e l'Anti-Ballistic Missile Treaty.

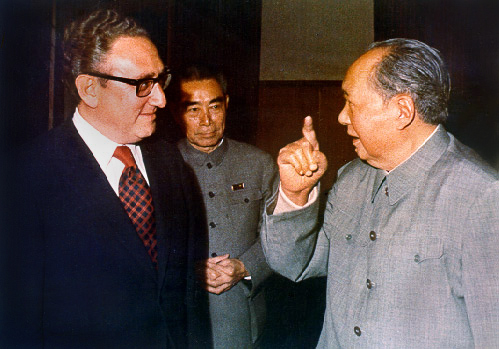
Kissinger durante il famoso incontro con Mao Zedong nel 1972. Alle spalle, Zhou Enlai

Nel 1971 compì due viaggi segreti in Cina per preparare il viaggio di Nixon del 1972, con il quale si diede avvio alla normalizzazione delle relazioni tra USA e Repubblica Popolare Cinese.

#### Fine della guerra del Vietnam
Il coinvolgimento di Kissinger nella guerra del Vietnam era iniziato nel 1967, come tramite di un'iniziativa segreta di pace, in codice Pennsylvania. Nixon, eletto presidente nel 1968 su una piattaforma di peace with honor, vietnamizzò il conflitto con l'assistenza di Kissinger e gli affidò la conduzione delle trattative di pace a Parigi, che si conclusero il 15 gennaio 1973 con un accordo per il cessate il fuoco. Quello stesso anno venne assegnato a Kissinger e al vietnamita Lê Đức Thọ il premio Nobel per la pace per l'avvio della composizione del conflitto vietnamita; Le Duc Tho rifiutò il premio per il protrarsi del conflitto (fino al 1975), per cui anche Kissinger non si presentò, scusandosi, alla cerimonia.

#### Coinvolgimento nelgolpecileno

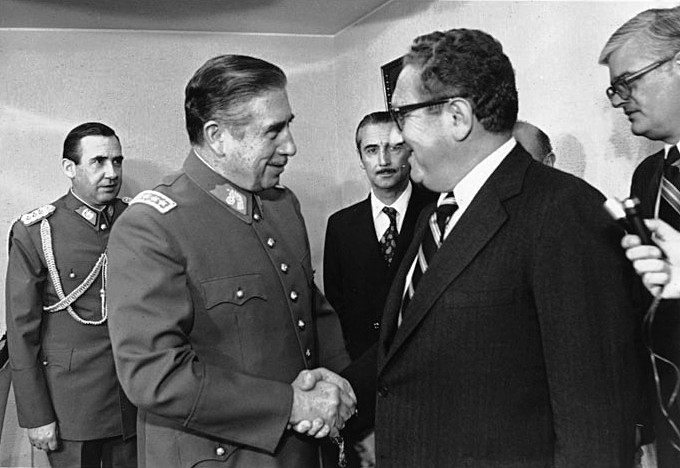
Kissinger stringe la mano a Pinochet (giugno 1976)

Kissinger ebbe un ruolo di sostegno attivo al colpo di Stato militare dell'11 settembre 1973, operato da Augusto Pinochet, instauratore di un regime autoritario accusato di commettere crimini contro l'umanità, organizzatore di un golpe in cui perse la vita il presidente socialista democraticamente eletto, Salvador Allende e altri 3 000 cittadini cileni. Nel 2001 iniziarono a essere formalizzate accuse precise in merito (tra cui l'aver ordinato l'omicidio del generale René Schneider) e vennero aperte varie inchieste. Il 28 maggio 2001, a Parigi, Kissinger ricevette un mandato di comparizione dalla magistratura francese per testimoniare sulla sparizione di cinque cittadini francesi nei primi giorni della dittatura di Pinochet; Kissinger, però, lasciò la Francia la sera stessa.
Kissinger sosterrà sempre di essere stato del tutto estraneo agli eventi del 1973, pur ammettendo la sua responsabilità in attività di destabilizzazione - compreso l'avallo a un colpo di Stato che fallì - negli anni 1970 e 1971.

#### Guerra del Kippur
Sempre nel 1973, in ottobre, Kissinger negoziò la fine della guerra del Kippur, iniziata con l'attacco di Egitto e Siria a Israele, ma poi vinta da quest'ultimo. Sfruttando l'indispensabilità degli Stati Uniti per Israele, isolato in Medio Oriente, esemplificata da un massiccio ponte aereo e che provocherà un embargo petrolifero di sei mesi da parte dell'OPEC, ottenne in fase armistiziale che Israele si ritirasse su linee più arretrate (dietro una forza d'interposizione ONU) rispetto a quelle antecedenti al conflitto sia sul fronte egiziano sia su quello siriano, e pose le premesse del riavvicinamento fra Stati Uniti ed Egitto e della pace fra Egitto e Israele, che sarà siglata a Camp David sotto la presidenza Carter nel 1978.
Kissinger nelle sue memorie si professerà un grande estimatore del Presidente egiziano Anwar al-Sadat, e rivelerà l'apertura di un canale di comunicazione segreto tra i due nel 1971, poco prima dell'espulsione dall'Egitto di migliaia di istruttori militari sovietici.

#### Nell'amministrazione Ford
Nel periodo dello scandalo Watergate (1972-1974) Kissinger ne risultò estraneo nonostante lo stretto legame con il presidente e quindi rimase uno dei più popolari membri dell'amministrazione. Alle dimissioni di Nixon il 9 agosto 1974, che furono indirizzate per lettera proprio a Kissinger in quanto Segretario di Stato, secondo la procedura prevista dalla Costituzione degli Stati Uniti, mantenne l'incarico nell'amministrazione Ford. Negli ultimi giorni dell'amministrazione Nixon, Kissinger fu molto vicino al presidente; la notte prima delle dimissioni i due uomini politici ebbero un drammatico colloquio finale, durante il quale Nixon ebbe un crollo morale e venne confortato da Kissinger, che sostenne che il presidente "certamente sarebbe stato giudicato meglio dalla storia che dai suoi contemporanei".
In Africa, in seguito alla dissoluzione dell'Impero coloniale portoghese (1974), Ford e Kissinger appoggiarono le forze politico-militari anticomuniste sia in Angola sia in Mozambico. Allo stesso tempo, Kissinger ebbe un ruolo decisivo nella fine del regime razzista bianco in Rhodesia e nella sua sostituzione con un governo della maggioranza nera (Zimbabwe).
Nel dicembre 1975 Ford e Kissinger incontrarono a Giacarta il presidente indonesiano Suharto e diedero la loro approvazione all'invasione di Timor Est. L'invasione indonesiana e l'occupazione di 24 anni provocarono la morte di un numero di persone da 103 000 a 183 000.

### Ritiro dalla politica

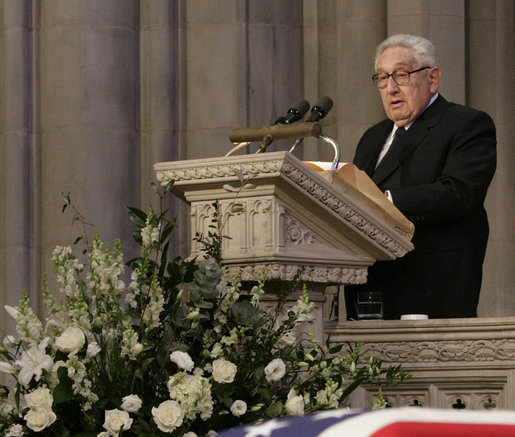
Kissinger parla durante i funerali del presidente Ford il 2 gennaio 2007

Dopo la conclusione dell'amministrazione Ford, Kissinger non ricoprì più alti incarichi, sia perché la successiva amministrazione Carter era democratica, sia perché con le presidenze Reagan e Bush il Partito Repubblicano venne gradualmente conquistato dalla sua ala neo-conservatrice.
Tuttavia, Kissinger rimase attivo sulla scena americana e globale, partecipando ad attività di gruppi politici come la commissione trilaterale e svolgendo attività di consulente, conferenziere, commentatore televisivo e scrittore (diarista), oltre che di consigliere di amministrazione in diverse imprese con proiezione internazionale. Nel 1977, appena cessato dal servizio, Kissinger entrò a far parte del Center for Strategic and International Studies (lett. "Centro per gli Studi Internazionali e Strategici") dell'Università di Georgetown. Nel 1989 fondò una sua società di consulenza, la Kissinger Associates.
Sul finire degli anni ottanta risultò decisivo per la mediazione con la FIFA che garantì agli USA l'organizzazione del campionato mondiale di calcio 1994. Grande appassionato di tale sport, Kissinger fu anche presidente onorario del comitato organizzatore dell'evento.

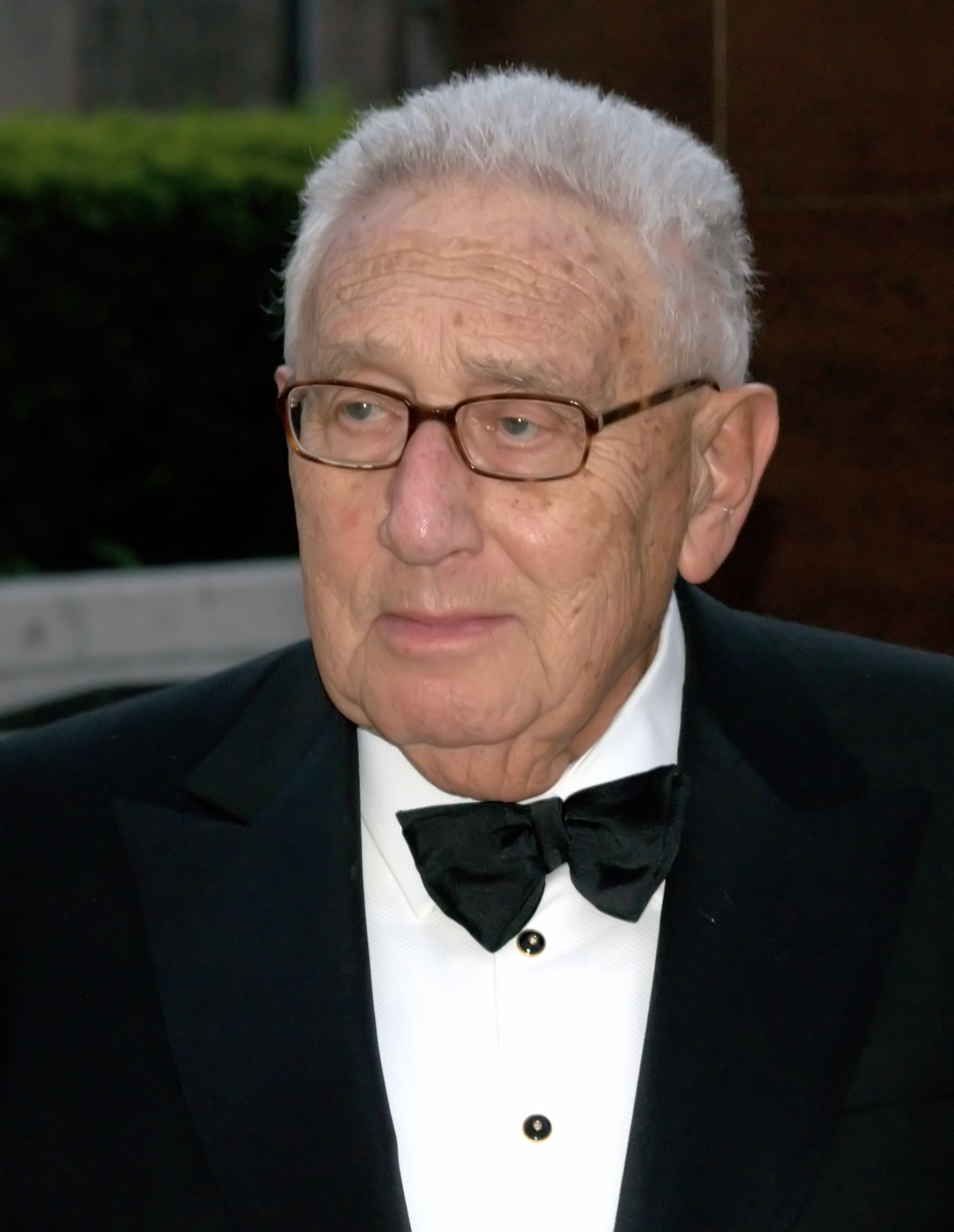
Henry Kissinger alla première della Metropolitan Opera di New York City nel 2009

Nel 2001 il giudice argentino Rodolfo Corral emise nei suoi confronti un mandato di comparizione per la sua presunta complicità nell'"Operazione Condor". Nonostante quest'incriminazione e quella ricevuta dalla magistratura francese, nel 2002 il presidente George W. Bush lo nominò presidente della commissione incaricata di chiarire gli eventi dell'11 settembre 2001: questo suscitò aspre critiche da parte di coloro che lo accusavano di crimini di guerra; Kissinger per placare le polemiche si dimise dalla commissione il 13 dicembre 2002.
Nel luglio 2023, due mesi dopo aver compiuto cento anni, effettuò un nuovo viaggio in Cina, durante il quale ebbe un colloquio con il segretario del Partito Comunista Cinese Xi Jinping a Pechino.
Morì il 29 novembre 2023 nella sua casa di Kent, nel Connecticut, all'età di 100 anni, e venne sepolto nel cimitero nazionale di Arlington.

## Vita privata
Kissinger si sposò il 6 febbraio 1949 con Ann Fleischer (1925), rifugiata ebrea come lui, dalla quale ebbe due figli: Elizabeth, attrice , e David, membro del gruppo NBC e successivamente presidente della compagnia di produzione di Conan O'Brien. Nel 1964 divorziò da lei e definì il loro matrimonio come "totalmente infelice". Il 30 marzo 1974 sposò Nancy Maginnes (1934), con la quale viveva tra il Connecticut e New York.
Nel febbraio 1982 fu sottoposto a un intervento di bypass aorto-coronarico.

## Opere

### Dissertazione accademica
- The Meaning of History: Reflections on Spengler, Toynbee and Kant, Harvard University, 1950.

### Memorie
- Gli Anni della Casa Bianca (The White House Years, 1979), trad. Alberto Anichini, Michele Buzzi e Bruno Oddera, Sugarco Editore, Milano, 1980.
- Anni di Crisi. Il Vietnam. La caduta di Allende in Cile. La Guerra del Medio Oriente 1973. La Crisi Energetica. Watergate. Le Dimissioni di Nixon (Years of Upheaval, Little, Brown and Company, 1982), trad. Marco Amante e Bruno Oddera, Sugarco Editore, Milano, 1982.
- Years of Renewal, New York, Simon & Schuster, 1999, ISBN 0684855712.

### Saggi, scritti, discorsi
- Diplomazia della Restaurazione (A World Restored: Metternich, Castlereagh and the Problems of Peace, 1812–22, 1957), traduzione di E. Brambilla, Collezione Saggi, Milano, Garzanti, 1973. (tesi di dottorato sul Congresso di Vienna, Metternich, Castlereagh).
- (EN) Nuclear Weapons and Foreign Policy, New York, 1957, pubblicato per il Council on Foreign Relations, Harper & Brothers, Prefazione di Gordon Dean (pp. vii-x).
- (EN) Arms Control, Inspection and Surprise Attack, luglio 1960, articolo apparso sulla rivista Foreign Affairs.
- L'ora della scelta (The Necessity for Choice: Prospects of American Foreign Policy, 1961), Collana Saggi di Cultura Contemporanea, Edizioni di Comunità, 1961.
- (EN) The Troubled Relationship. A Re-Appraisal of the Atlantic Alliance, McGraw Hill Book Company, 1965.
- American Foreign Policy: Three Essays, 1969, ISBN 0297179330.
- Sfida all'Occidente, Saggio introduttivo di Sandro Ottolenghi, Collana Filo di perle, Studio Tesi, Milano, 1980, ISBN 978-88-7692-053-0.
- Punti fermi. Scritti scelti 1977-1980 (For the Record: Selected Statements 1977–1980, 1981), trad. Francesco Saba Sardi, Collana Saggi n.150, Mondadori, Milano, 1981.
- Observations: Selected Speeches and Essays 1982–1984, Boston: Little, Brown, 1985, ISBN 0316496642.
- L'arte della diplomazia (Diplomacy, 1994), trad. G. Arduin, Sperling & Kupfer, Milano, 1996.
- Kissinger Transcripts: The Top Secret Talks With Beijing and Moscow, a cura di William Burr, New York: New Press, 1998, ISBN 1565844807.
- Does America Need a Foreign Policy? Toward a Diplomacy for the 21st Century, 2001, ISBN 0684855674.
- Vietnam: A Personal History of America's Involvement in and Extrication from the Vietnam War, 2002, ISBN 0743219163.
- Crisis: The Anatomy of Two Major Foreign Policy Crises: Based on the Record of Henry Kissinger's Hitherto Secret Telephone Conversations, New York: Simon & Schuster, 2003, ISBN 978-0743249119.
- Cina (On China, 2011), trad. Aurelio Piccato, Collana Saggi stranieri, Mondadori, Milano, 2011, ISBN 978-88-04-61634-4; Collana Oscar Storia n.571, Mondadori, Milano, 2013, ISBN 978-88-04-62573-5.
- (EN) Kissinger, DVD, National Geographic Channel, 2011. (intervista concessa allo storico Niall Ferguson).
- Ordine mondiale (World Order, Penguin Books, 2014), Collana Saggi stranieri, Mondadori, Milano, 2015, ISBN 978-88-04-65083-6.
- H. A. Kissinger-Eric Schmidt-Daniel P. Huttenlocher, L'era dell'intelligenza artificiale. Il futuro dell'identità umana (The Age of AI: And Our Human Future, 2021), traduzione di Aurelio Piccato, Collana Orizzonti, Milano, Mondadori, 2023, ISBN 978-88-047-5295-0.
- Leadership. Sei lezioni di strategia globale (Leadership. Six Studies in World Strategy, Penguin Press, 2022), trad. di Nicoletta Poo, Elena Sciarra e Laura Serra, Collana Orizzonti, Milano, Mondadori, 2022, ISBN 978-88-047-5943-0 (incentrato su Konrad Adenauer, Charles De Gaulle, Richard Nixon, Anwar al-Sadat, Lee Kwan Yew, Margaret Thatcher).

## Onorificenze

### Altri riconoscimenti
- Assegnazione della cittadinanza onoraria di Fürth, la sua città natale in Germania (1998).
- Nomina a membro onorario del Comitato Olimpico Internazionale dal 2000.
- Fu chiamato a pronunciare l'orazione funebre ai funerali di Stato degli ex presidenti Nixon e Ford, rispettivamente nel 1994 e nel 2007.